# Mutants & Masterminds
Mutants & Masterminds (abbreviato "M&M" or "MnM") è un gioco di ruolo di ambientazione supereroistica, scritto da Stephen Kenson e pubblicato dalla Green Ronin Publishing nel 2002. Il sistema di gioco è basato su una variante spinta del d20 System della Wizards of the Coast e permette ai giocatori di creare virtualmente ogni tipo di eroe o malvagio desiderato. L'edizione italiana della Terza Edizione è stata pubblicata e presentata a Lucca Comics&Games nel 2016 dalla Kaizoku Press.
Complessivamente i prodotti della linea di gioco Mutants & Mastermind hanno ottenuto un buon successo di critica, ricevendo molti premi, e di pubblico, diventando uno dei principali giochi di ruolo supereroistici.

## Sistema di gioco
Le meccaniche di gioco di Mutants & Masterminds sono derivate dalla versione OGL del d20 System, con profonde modifiche, principalmente nella creazione del personaggio, nella gestione di ferite e danni, e nell'aggiunta dei punti eroe, oltre ovviamente ai superpoteri. Si differenzia inoltre per l'eliminazione delle classi di personaggio, degli attacchi di opportunità, una lista delle abilità modificata, una scelta di talenti diversa e il fatto che l'equipaggiamento posseduto è considerato una parte del personaggio e acquistato in maniera simile ai poteri.

### Livello Potere
I personaggi non sono basati su classi né tecnicamente hanno un livello di classe, possiedono invece un Livello Potere (Power Level). Il livello potere rappresenta il massimo grado di ogni abilità di combattimento che un personaggio può acquistare. Ogni livello potere conferisce tipicamente un certo numero di punti da utilizzare per acquistare livelli di attributi, bonus di attacco e di difesa, tiri salvezza, talenti, gradi di abilità e superpoteri. Il regolamento suggerisce al game master di modificare in più o in meno il numero di punti che ogni livello conferisce, secondo lo stile della campagna che desidera gestire, ma generalmente si consiglia che i personaggi iniziali abbiano livello potere 10, in modo da iniziare a giocare con un supereroe competente.
Il livello potere di Mutants & Masterminds non corrisponde esattamente alle capacità tipiche di un personaggio di livello equivalente di un altro regolamento d20 System, generalmente per esempio, sarà molto più potente di un personaggio di 10º livello di Dungeons and Dragons o di d20 Modern. Il livello potere restringe solamente il massimo bonus ottenibile da gradi di abilità, punteggi di abilità e dalla maggior parte di talenti e poteri. Il massimo grado di un'abilità è livello potere+5, due punti in più di un normale regolamento d20 System. Con il permesso del game master, un giocatore può diminuire il livello massimo di bonus di attacco per aumentare il massimo di tiro salvezza/bonus danni (o viceversa) o diminuire il bonus massimo di difesa per aumentare il tiro salvezza di Robustezza (o viceversa). Per esempio un personaggio di livello potere 10 potrebbe avere un bonus di attacco massimo di +12, ma un bonus massimo ai danni di +8. Oltre a limitare i bonus il livello potere non restringe il potere dei personaggi.
Mutants & Masterminds ha regole opzionali per eliminare completamente il livello potere, in questo caso i personaggi non hanno un limite superiore a cose come gradi di abilità o bonus di attacco. Sono essenzialmente limitati solo dal numero di punti potere che il game master concede loro, sebbene questo possa creare personaggi sbilanciati.

### Tiri salvezza contro danni
Il danno in Mutants & Masterminds non viene gestito usando punti ferita, ma piuttosto mediante un tiro salvezza, che è basato sul valore della robustezza (esattamente come il tiro salvezza contro tempra). Il danno causato da un'arma o potere (sia letale che non letale) viene valutato sulla base del suo livello potere. Il successo permette al personaggio di sopportare l'attacco con un effetti minimi, mentre il fallimento causa un ammontare di ferite dipendenti dalla gravità del fallimento e dal tipo di danno. Il danno accumulato penalizza i successivi tiri salvezza, aumentando la probabilità che un attacco successivo abbatta il personaggio.
Questo sistema di danni è stato pensato per modellare la natura dei personaggi dei fumetti, in cui questi possono ignorare la maggior parte dei danni, ma sono comunque vulnerabili a un colpo fortunato o a un super-mega-danno. Il regolamento include note per convertire questo sistema in uno basato su tradizionali punti ferita, per chi si trova più a suo agio con questa meccanica di gioco.

### Avanzamento del personaggio
In Mutants & Masterminds vengono assegnati ai personaggi punti potere (in maniera simile ai punti esperienza, con cui può acquistare poteri, talenti, abilità, ecc. come descritto sopra). La natura specifica dei punti potere è però cambiata drasticamente tra la prima e la seconda edizione, nella prima edizione una volta che un personaggio aveva accumulato 15 punti potere, poteva avanzare di un livello potere, perciò aumentando i massimi di potere, gradi di abilità e bonus massimi di potere. C'erano alcune opzioni per conservare stabili il livello potere incrementando il numero totale di punti (e molti antagonisti nell'ambientazione del Game Master hanno più punti potere di quanto non suggerirebbe il loro Livello Potere), ma queste opzioni sono state incorporate nella seconda edizione.
Nella seconda edizione i punti potere e il livello potere sono indipendenti. Il livello potere viene fissato dal game master in funzione della serie. Il concetto di livello potere nella seconda edizione determina solo il massimo bonus che un potere può dare e non implica che un personaggio abbia o meno i punti necessari per acquistare sufficienti livelli in un potere per raggiungere quel limite. Sebbene i due siano descritti come completamente indipendenti, il manuale raccomanda che il Livello Potere sia incrementato di uno ogni 15 punti potere acquisiti.

### Punti eroe
Un giocatore può usare i punti eroe per aver successo in una battaglia, nonostante dei tiri di dado sfortunati. Un punto eroe permette di fare diverse cose, come ritirare un tiro fallito in un momento cruciale, inclusi tiri Thoughness per evitare il danno. Quando si usa in questa maniera si aggiunge 10 se il risultato del tiro è inferiore a 11, quindi dando un intervallo di risultati compresi tra 11 e 20 e una probabilità ridotta di fallire.
Un giocatore può anche usare un punto eroe per ignorare la fatica. Quest'ultimo uso è particolarmente utile perché in questa maniera un personaggio può affaticarsi usando temporaneamente un qualunque talento o potere per duplicare un altro potere di pari costo. Normalmente il personaggio potrebbe farlo solo una volta o due, ma usando i punti eroe per ignorare la fatica, può continuare a farlo finché ha punti eroe da spendere.
I punti eroe sono generalmente assegnati dal game master quando a un personaggio succede qualcosa di negativo, come un supercattivo che riesce a fuggire senza che abbia la possibilità di fermarlo. Questo è particolarmente da incoraggiare se il fatto negativo è qualcosa correlato ai suoi svantaggi. Molti svantaggi non forniscono altro beneficio a parte l'agire da fonte di punti eroe.

## Ambientazioni
Il manuale base di Master & Masterminds contiene un'ambientazione di default, ma le prime due contengono un'avventura che si svolge nell'ambientazione diFreedom City. Il manuale della prima edizione contiene dei personaggi pregenerati da far utilizzare ai giocatori, ma questi sono in realtà associati all'ambientazione, META-4. Nonostante ciò, Freedom City e META-4 sono ufficialmente distinte e i loro mondi e personaggi non si intersecano. La terza edizione è stata pubblicata in due versioni, una simile alla prime due senza un'ambientazione di default e l'altra basata sull'universo fumettistico della DC Comics.

### Green Ronin
Le ambientazioni pubblicate dalle Green Ronin sono:
DC AdventuresAmbientazione su licenza dell'universo dei fumetti della DC Comics pubblicata a partire dal 2010.
Freedom CityL'ambientazione principale, così battezzata dalla città in cui si svolgono le avventure. È l'ambientazione originariamente scritta da Steve Kenson e quella maggiormente supportata dalla Green Ronin Publishin, ricca di archetipi ed elementi classici dei fumetti. In alcuni supplementi (come Hero High, Golden Age e Iron Age vengono descritti particolari stili ed epoche dei fumetti di supereroi e proposte versioni di Freedom City degli stili presentati). I moduli della terza edizione sono ambientati nella stessa ambientazione, ma nella città di Emerald City.
META-4Ambientazione scritta da Erik Mona, Kyle Hunter e Sean Glenn, come backround per la prima edizione di Mutants & Masterminds, è stato pubblicato un unico manuale Crooks!, un elenco di supercattivi. Comparabile come stile ai fumetti degli anni novanta.
LockdownAmbientato in una prigione per supereroi.
NocturnalsAmbientazione horror/pulp basata sull'omonima serie a fumetti, scritta da Brereton, con l'aiuto di Chris Pramas, pubblicata come supplemento per la prima edizione.
NoirScritto da Christopher McGlothlin, ispirato ai classici film noir, un'ambientazione dove gli eroi non sono perfetti e gli amici di cui ci si fida possono essere i più grandi nemici.
ParagonsAmbientazione generica e modulare nel "mondo reale", ispirata alle recenti tendenze di film di supereroi, alla linea di fumetti Ultimate Marvel e alla serie televisiva Heroes.
Wild CardsUn adattamento dell'omonima serie di romanzi, curati da George R.R. Martin.

### Su licenza
Le ambientazioni pubblicate da altri editori includono:
Autumn ArborQuesta ambientazione pubblicata dalla Arbor Productions (acquistata dalla Daring Entertainment nel 2009 e ripubblicata sotto il titolo di Dawn of Legends insieme a diverse nuove regole e opzioni per i personaggi) dettaglia un mondo dove is superesseri, chiamati "Neos", sono esistiti pubblicamente fin dall'epoca della seconda guerra mondiale. Autumn Arbor si svolge in un mondo dove le leggi e il sistema legale si sono evoluti per gestire i problemi spesso ignorati nei fumetti, e dove i personaggi al di sotto del costume sono descritti come persone reali, spesso con problemi reali come allevare i figli o la dipendenza da droghe. L'ambientazione è anche supportata da una linea di romanzi, il primo dei quali,Little Girl Lost, è stato scritto da Lee F. Szczepanik, Jr., co-creatore di Autumn Arbor. The Autumn Arbor Campaign Setting è stata una semifinalista agli Origin Award del 2008. L'ambientazione è ulteriormente dettagliata nel manuale Dawn of Legends che espande l'ambientazione al di fuori della città di Autumn Arbor per includere attività superumane in nazioni come la Cina, Cuba, Germania, Giappone, Messico e altre, compresi modifiche agli eventi del mondo reale al di fuori degli Stati Uniti. Il ruolo del governo federale e del sistema legale nel trattare con i "Neos" viene inoltre ulteriormente approfondito.
Bedlamscritta da James Thomson per la Plain Brown Wrapper Games, l'ambientazione fa riferimento ai fumetti moderni, con personaggi, situazioni e scenari e tematiche mature. È ambientata in Bedlam, "City of Nowhere" ("Città di nessun dove"). Bedlam è una metropoli con acuti problemi, povertà economica, corruzione e attività occulte. Mentre la maggior parte dell'ambientazione dettaglia eroi metropolitani, esistono personaggi più potenti. Gli eroi gestiti dai personaggi possono scegliere di essere vigilantes senza pietà o negare il genere e cercare di essere dei modelli per la popolazione corrotta di Bedlam.
Gestaltpubblicata dalla BlackWyrm Games, presenta un'ambientazione in cui i superumani ("gestalt") sono comparsi per la prima volta nel 1989 con poteri simili a quelli degli archetipi tradizionali. Un mondo supereroistico tradizionale con una tinta di elementi surreali.
Halt Evil Doerun'ambientazione simil Marvel della Phipps Gaming Studios stile età moderna dei fumetti. Nonostante molti elementi iconici che riprendono quelli dell'età d'argento/bronzo dei personaggi classici della Marvel, l'ambientazione include anche archetipi tratti dalla DC Comics, inclusa una "trinità" si supereroi liberamente basati su Superman, Batman e Wonder Woman. Comunque nonostante le illustrazioni siano basate sulla decade precedente della storia dei supereroi, i personaggi e l'ambientazione riflettono la natura più matura e vissuta dell'era corrente. La campagna è stata attivamente supportata ed espansa nei forum della Green Ronin.
The Infinite Universepresentata in una serie di tre volumi della Big Finger Games,Adepts of the Arcane, Lords of Lightning e Sons of the Gun. La campagna include molti personaggi esperti in operazioni clandestine, personaggi magici e organizzazioni segrete.

## Storia editoriale
Alla fine degli anni novanta Steve Kenson aveva proposto senza successo alla Guardian of Orders una nuova ambientazione supereroistica. Tentò di piazzarlo a vari editori, ma senza successo, visto il calo di popolarità per i giochi dedicati ai supereroi a quell'epoca, fino a che non parlò a Chris Pramas, presidente della Green Ronin Publishing, della sua ambientazione.
Pramas accettò di pubblicare l'ambientazione se Steve avesse anche creato un sistema di gioco basato sul d20 System. Steve acconsentì e si mise all'opera, ma ben presto divenne chiaro che il gioco avrebbe potuto essere stato pubblicato solo usando la Open Game License, in quanto per essere rilasciato usando d20 Standard Trademark License, sarebbe stato impossibile includere le regole per la generazione delle abilità e per l'avanzamento di livello dei personaggi. Per poter quindi pubblicare un gioco completo si decise di utilizzare solo la Open Game License, rinunciando quindi all'avere il logo d20 sul prodotto.
Mutants & Masterminds venne pubblicato nel 2002 e Freedom City, l'ambientazione di Kenson, venne pubblicata nel 2003.
Seguendo l'esempio del d20 System della Wizards of the Coast, la Green Ronin concesse l'uso del marchio Mutants & Masterminds mediante l'uso del programma Superlink, mediante il quale altri editori potevano chiedere il permesso di pubblicare il proprio materiale (come avventure, libri di personaggi o nuovi poteri) incorporando testo definito "product identiy" dalla Green Ronin. Testo che non fosse "product identity" era già coperto dalla Open Gaming License.
Al 2011, oltre una ventina di editori hanno pubblicato più di un centinaio di prodotti usando il programma Superlink. Alcuni hanno pubblicato i loro prodotti come libri fisici, ma la maggior parte li hanno rilasciati in formato elettronico.
La seconda edizione di Mutants & Masterminds debuttò alla Gen Con 2005, e venne pubblicata nell'ottobre dello stesso anno.
Nel 2010 la Green Ronin acquisisce la licenza per la pubblicazione di un gioco di ruolo basato sui fumetti della DC Comics, che utilizza una nuova versione del regolamento di Mutants & Masterminds. Originariamente la licenza era stata acquisita qualche anno prima dalla Games Workshop, con l'accordo che la Green Ronin avrebbe prodotto il gioco per lei, ma successivamente alla chiusura del suo dipartimento dedicato ai giochi di ruolo, la licenza venne acquisita direttamente dalla Green Ronin.
Nel 2011 la Green Ronin pubblica inoltre la versione a sé stante della terza edizione di Mutants & Masterminds, annunciata il 12 maggio 2010..
Nel 2016 la Kaizoku Press presenta a Lucca Comics & Games la traduzione della terza edizione, a cui segue nell'anno successivo il supplemento Power Profiles, dedicato ai superpoteri, e uno schermo per il master. Nel 2019 Kaizoku Press pubblica il supplemento Guida del Gamemaster (nominato al premio ENnie nel 2012).

## Riconoscimenti
Le pubblicazioni della linea Mutants & Masterminds hanno ricevuto diversi premi ENnie, tra cui:
- "Best d20 game" per Mutants e Masterminds nel 2003[8]
- "Best Art (interior)", "Best Graphic Design & Layout", "Best Licensed Product" per Nocturnals: A Midnight Companion e "Best Setting Supplement" e "Best Monster Supplement" per Crooks! nel 2004[9]
- "Best Game" per la seconda edizione di Mutants & Masterminds nel 2006[10]
- "Best d20/OGL Product" (oro), "Best Rules" (oro), "Best Interior Art" (oro), "Best Supplement" (argento) e "Best Production Value" (argento) per Ultimate Power e nel 2007 "Best Adventure" (argento) per Time of Vengeance[11]
- Best Game" per DC Adventures: Hero's Handbook nel 2011.[12]

Ha ottenuto inoltre i premi Pen & Paper Fan Award:
- "Best RPG" 2002 per Mutants & Masterminds[13]
- "Best Adventure" 2003 per Time of Crisis[14]

## Pubblicazioni
La Green Ronin Publishing ha finora pubblicato i seguenti manuali:

### Prima edizione
- Steve Kenson (2002). Mutants & Masterminds. ISBN 1-932442-52-9. Manuale base, vincitore dell'ENnie Award oro nel 2003 per la categoria "Best d20 Game" e sempre per l'ENnie 2003 menzione nella categoria "Best Interior Art"[8]
- Sean Glenn, Kyle Stanley Hunter, Erik Mona (2003). Crooks!. ISBN 0-9726756-6-3. Supplemento di supercattivi, unico materiale pubblicato sull'universo standard della prima edizione.
- Steve Kenson (2003). Freedom City. Ambientazione di Freedom City, vincitore dell'ENnie Award argento nel 2003 per le categorie " Best Interior Art", "Best Production Values", "Best Campaign Setting"[8] e vincitore del Pen & Paper Award 2003 per la categoria "Best Graphic Design Runner-Up".
- Steve Kenson (2003). Mutants & Masterminds Gamemaster Screen. ISBN 0-9723599-9-0. Schermo del master
- Christopher McGlothlin (2003). Time of Crisis. ISBN 0-9726756-1-2
- Steve Kenson, Steven Schend (2004). Foes of Freedom.ISBN 1-932442-20-0. Ambientazione di Freedom City dettagliata con le statistiche dei suoi supercattivi. Nominato per l'ENnie Award per "Best Monster or Adversary Product" 2005.[16]
- Toren Atkinson, Keith Baker, Warren Banks, Shawn Carman et al. (2004). Mutants & Masterminds Annual #1. ISBN 1-932442-12-X
- (2004). Mutants & Masterminds Character Record Folio. ISBN 1-932442-21-9.
- Dan Brereton, Steve Kenson, T. S. Luikart, Chris Pramas (2004). Nocturnals: A Midnight Companion. ISBN 1-932442-02-2
- Christopher McGlothlin (2004). Noir. ISBN 1-932442-37-5. Vincitore dell'ENnie Award per "Best Art (interior)", "Best Graphic Design & Layout", "Best Licensed Product"[8] e nominato per il Pen & Paper Fan Award 2004 per "Best Licensed Product.[17]
- Michael Mearls (2005). Gimmick's Guide to Gadgets. ISBN 1-932442-26-X.

### Seconda edizione
- (2005 Hardcover) (2005). Mutants & Masterminds
- Steve Kenson (2005). Freedom City Second Edition. ISBN 1-932442-53-7. ENnie d'argento 2006 nella categoria "Best Campaign Setting or Setting Supplement".[10]
- (2005). Mutants & Masterminds Character Record Folio [PDF].
- Steve Kenson (2006). Mutants & Masterminds Gamemaster Screen. ISBN 0-9723599-9-0. Schermo del master. Ristampato nel 2008 come Mutants & Masterminds Deluxe Gamemaster Screen con inclusa l'avventura Time of Crisis 2.0. Nominato per l'ENnie 2009 come "Best Aid or Accessory".[18]
- Steve Kenson (2006). Ultimate Power. Espansione dedicata ai superpoteri, ripubblicata in versione tascabile nel 2009. Vincitrice dell'ENnie oro 2007 per "Best Interior Art", "Best Rules", "Best d20 or OGL Product", "Best Product", ENnie argento 2007 per "Best Production Value", "Best Supplement".[11]
- Steve Kenson (2006).  Mutants & Masterminds Pocket Player's Guide. ISBN 1-932442-76-6. Regole per i giocatori in un libretto compatto.
- Scott Bennie (2006). Agents of Freedom. ISBN 1-932442-75-8. Espansione che dettaglia personaggi privi di superpoteri nell'ambientazione di Freedom City.
- Michael Hammes (2006). Freedom City Archetypes & Legacies. Archetipi di eroi per Freedom City.
- Christopher McGlothlin (2006). Golden Age. ISBN 1-932442-69-3. Descrizione della Golden Age dei fumetti, con linee guida per ricreare una campagna in questa ambientazione e descrizione di Freedom City in quest'epoca.
- Lucien Soulban (2006). Lockdown. ISBN 1-932442-45-6. Descrizione di una prigione per supercattivi, con idee per espanderla in una campagna. Nominato ENnie 2006 per "Best Adversary or Monster Product".[10]
- Michael Hammes (2006). Lockdown: Gen-Pop [PDF]. Supplemento per Lockdown.
- Steve Kenson (2006). Mastermind's Manual. ISBN 1-932442-55-3. Guida alla personalizzazione del regolamento. ENnie d'argento 2006 per "Best Cover Art" e "Best Interior Art", ENnie menzione onorevole 2006 per "Best Rules", nominato ENnie 2006 per "Best Product".[10]
- Michael Hammes (2006). Mutants & Masterminds Archetype Archive 1 [PDF].
- Michael Hammes, Steve Kenson (2006). Mutants & Masterminds Archetype Archive 2 [PDF].
- Michael Hammes, Steve Kenson (2006). Mutants & Masterminds Archetype Archive 3 [PDF].
- Michael Hammes (2006). Street-Level Archetypes [PDF].
- Michael Hammes (2006). Street-Level Archetypes 2 [PDF].
- Christopher McGlothlin (2006). Time of Vengeance. ISBN 1-932442-79-0. Modulo di avventura. Ennie Award argento 2007 per "Best Adventure".[11]
- Michael Hammes (2006). Villainous Archetypes 1 [PDF].
- Michael Hammes (2006). Villainous Archetypes 2 [PDF].
- Steve Kenson (2007 Hardcover). Paragons. ISBN 978-1-932442-91-5. Ambientazione generica e modulare nel "mondo reale", ispirata alle recenti tendenze di film di supereroi, alla linea di fumetti Ultimate Marvel e alla serie televisiva Heroes.
- Steve Kenson (2007). A More Perfect Union. ISBN 978-1-932442-90-8. Avventura per l'ambientazione Paragon.
- Michael Hammes (2007). Freedom City Street-Level Archetypes [PDF].
- Michael Hammes. (2007). Hero High Villains [PDF]. Supercattivi d'esempio per Hero High.
- (2007). Hero High Yearbook [PDF]. Personaggi d'esempio per Hero High.
- Lucien Soulban (2007). Hero High. ISBN 978-1-932442-81-6. Creare una campagna basata su un gruppo teenager con superpoteri. Con una sezione sull'Accademia di Freedom City.
- Michael Hammes, Philip Reed (2007). Instant Superheroes. ISBN 978-1-932442-82-3. Archetipi di esempio per supereroi.
- Seth Johnson, Jon Leitheusser (2007). Iron Age. Descrizione della Iron Age dei fumetti, con linee guida per ricreare una campagna in questa ambientazione e descrizione di Freedom City in quest'epoca.
- (2007). Mutants & Masterminds Annual #2.
- Steve Kenson (2007). Mutants & Masterminds Beginner's Guide. ISBN 978-1-932442-80-9. Guida introduttiva al gioco.
- Michael Hammes (2007). Villainous Archetypes 3 [PDF].
- D.T. Butchino, Joseph Carriker Jr., Steve Kenson, Steven Marsh, Aaron Sullivan (2008). Book of Magic. Espansione dedicata a poteri di origine arcana.
- Sean Glenn, Kyle Stanley Hunter, Erik Mona (2008). Crooks! Second Edition.
- Steve Kenson, Phillip Lienau (2008). Freedom City Atlas: Pyramid Plaza [PDF].
- Steve Kenson, Phillip Lienau (2008). Freedom City Atlas: Scarab's Lair [PDF].
- Steve Kenson (2008). Freedom's Most Wanted. ISBN 978-1-934547-08-3. Nominato per l'ENnie Award 2009 come "Best Monster or Adversary".[18]
- Michael Hammes (2008). Iron Age: Vigilantes & Villains [PDF]. Dieci personaggi dettagliati per una campagna Iron Age in Freedom City.
- Christopher McGlothlin (2008). Time of Crisis 2.0. Modulo di avventura pubblicata sia come PDF che contenuta anche nel Mutants & Masterminds Deluxe GM Screen.
- John Jos. Miller (2008). Wild Cards. ISBN 978-1-934547-11-3. Ambientazione basata sull'omonima serie di romanzi curati da George R. R. Martin. Nominato per gli ENnie Award 2009 come "Best Interior Art".[18]
- Scott Bennie, Dwayne Butchino, Shawn Carman, Christopher McGlothlin, Aaron Sullivan (2008). Worlds of Freedom. Varianti di Freedom City, dalla rivoluzione americana al futuro, o in mondi alternativi.
- Bill Bodden, Dwayne Butchino, Steve Kenson, John Polojac, Mark Santillo (2009). All-In. Quattro scenari pronti da giocare, nell'ambientazione di Wild Cards
- Steve Kenson, Phillip Lienau. (2009). Freedom City Atlas: Lantern Hill [PDF]
- K.G. Carlson (2009). In a Strange Land [PDF]. Modulo di avventura
- Steve Kenson (2009). Little League [PDF]
- Alejandro Melchor (2009). Mecha & Manga. Regole gestire ambientazioni ambientazioni basate sui manga, da serie mecha a quelle di ragazzine magiche.
- Dale A. Donovan, Matthew E. Kaiser, Steve Kenson, Aaron Sullivan (2009). Warriors & Warlocks. ISBN 978-1-934547-19-9. Ambientazione fantasy eroica.
- Steve Kenson, John Jos. Miller (2010). Aces & Jokers. ISBN 978-1-934547-25-0
- Christopher McGlothlin (2010). Deadly Day of the Dread Destructus [PDF]. Modulo per Silver Age
- Steve Kenson, Christopher McGlothlin (2010). Silver Age [Silver Age]. Descrizione della Silver Age dei fumetti, con linee guida per ricreare una campagna in questa ambientazione e descrizione di Freedom City in quest'epoca.
- Steve Kenson (2010). Villainous Lairs: Amusement Park [PDF]. Il rifugio di un supercattivo in parco dei divertimenti.

### Terza edizione
- Steve Kenson (2010). DC Adventures: Hero's Handbook. ISBN 978-1-934547-37-3. Regolamento base della terza edizione. ambientato nell'universo della DC Comics. ENnie d'argento 2011 per "Best Game".[12]
- Steve Kenson (2010) (2011). Mutants & Masterminds Hero's Handbook. Regolamento base della terza edizione.
- Steve Kenson (2010). DC Adventures Quick Start [Smallville, Superboy] [PDF]
- Darren Bulmer, Walt Ciechanowski, Chris Huff, Sean Johnson, Seth Johnson, Steve Kenson et al (2011 Hardcover). DC Adventures Heroes & Villains: (Vol. 1). ISBN 978-1-934547-38-0.
- Leon Chang, Jon Leitheusser (2011 Hardcover). Mutants & Masterminds GM's Kit. Schermo del master, con incluso un libretto per la generazione rapida di personaggi.
- Christopher McGlothlin (2011). Emerald City Knights Chapter 1: Life in the Aftermath [Emerald City] [PDF] Avventura ambientata in Emerald City, la controparte della costa occidentale di Freedom City.
- Aaron Sullivan (2011). Emerald City Knights Chapter 2: Out of Their League [Emerald City] [PDF]